# Анжибу, Тони
Тони́ Анжибу́ (фр. Tony Angiboust; род. 10 июня 1983, Шамони-Мон-Блан) — французский кёрлингист, третий в мужской команде Франции на зимних Олимпийских играх 2010 года.
В составе мужской сборной Франции участник зимних Олимпийских игр 2010 (заняли седьмое место), семи чемпионатов мира (лучший результат — пятое место в 2008 и 2011) и девяти чемпионатов Европы (лучший результат — пятое место в 2009). В составе смешанной парной сборной Франции участник двух чемпионатов мира (лучший результат — тринадцатое место в 2014).
Играл в основном на позициях третьего и четвёртого.

## Достижения
- Чемпионат мира по кёрлингу среди юниоров (группа Б): золото (2001).

## Команды
| Сезон                                               | Четвёртый     | Третий        | Второй         | Первый          | Запасной                                                             | Турниры                                                |
| --------------------------------------------------- | ------------- | ------------- | -------------- | --------------- | -------------------------------------------------------------------- | ------------------------------------------------------ |
| 2000—01                                             | Ришар Дюкро   | Жюльен Шарле  | Рафаэль Матьё  | Жереми Фрариерь | Тони Анжибу тренер: Тома Дюфур                                       | ЧМЮ-Б 2001                                             |
| 2000—01                                             | Ришар Дюкро   | Рафаэль Матьё | Жюльен Шарле   | Тони Анжибу     | Жереми Фрариерь тренер: Тома Дюфур                                   | ЧМЮ 2001 (10 место)                                    |
| 2002—03                                             | Ришар Дюкро   | Рафаэль Матьё | Тони Анжибу    | Cyril Roux      | Вильфрид Куло                                                        | ЧМЮ-Б 2003 (4 место)                                   |
| 2003—04                                             | Тома Дюфур    | Филипп Ко     | Лионель Ру     | Тони Анжибу     | Жюльен Шарле тренеры: Эрве Пуаро (ЧЕ, ЧМ), Бруно-Дени Дюбуа (ЧМ)     | ЧЕ 2003 (7 место) ЧМ 2004 (10 место)                   |
| 2004—05                                             | Тома Дюфур    | Лионель Ру    | Филипп Ко      | Тони Анжибу     |                                                                      |                                                        |
| 2005—06                                             | Тома Дюфур    | Филипп Ко     | Тони Анжибу    | Ришар Дюкро     | Жан Анри Дюкро тренер: Эрве Пуаро                                    | ЧЕ 2005 (11 место)                                     |
| 2006—07                                             | Тома Дюфур    | Тони Анжибу   | Жан Анри Дюкро | Рафаэль Матьё   | Ришар Дюкро                                                          | ЧЕ 2006 (7 место)                                      |
| 2006—07                                             | Тома Дюфур    | Тони Анжибу   | Жан Дюкро      | Ришар Дюкро     | Рафаэль Матьё тренер: Даниэль Рафаэль                                | ЧМ 2007 (7 место)                                      |
| 2007—08                                             | Тома Дюфур    | Тони Анжибу   | Жан Дюкро      | Ришар Дюкро     | Рафаэль Матьё тренеры: Эрве Пуаро (ЧЕ), André Ferland (ЧМ)           | ЧЕ 2007 (7 место) ЧМ 2008 (5 место)                    |
| 2008—09                                             | Тома Дюфур    | Тони Анжибу   | Ришар Дюкро    | Жан Дюкро       | Рафаэль Матьё тренер: André Ferland                                  | ЧЕ 2008 (6 место)                                      |
| 2008—09                                             | Тома Дюфур    | Тони Анжибу   | Жан Дюкро      | Ришар Дюкро     | Рафаэль Матьё тренер: André Ferland                                  | ЧМ 2009 (8 место)                                      |
| 2009—10                                             | Тома Дюфур    | Тони Анжибу   | Жан Дюкро      | Ришар Дюкро     | Рафаэль Матьё тренер: André Ferland                                  | ЧЕ 2009 (5 место) ЗОИ 2010 (7 место) ЧМ 2010 (9 место) |
| 2010—11                                             | Тони Анжибу   | Тома Дюфур    | Лионель Ру     | Вильфрид Куло   | Жан Анри Дюкро тренеры: Phillippe Bertrand (ЧЕ), Жан Анри Дюкро (ЧМ) | ЧЕ 2010 (8 место) ЧМ 2011 (5 место)                    |
| 2011—12                                             | Тони Анжибу   | Тома Дюфур    | Лионель Ру     | Вильфрид Куло   | Жереми Фрариерь тренер: Бьорн Шрёдер                                 | ЧЕ 2011 (8 место) ЧМ 2012 (10 место)                   |
| 2012—13                                             | Тома Дюфур    | Лионель Ру    | Вильфрид Куло  | Жереми Фрариерь | Тони Анжибу тренеры: Бьорн Шрёдер, Alain Contat                      | ЧЕ 2012 (8 место)                                      |
| 2013—14                                             | Тома Дюфур    | Тони Анжибу   | Вильфрид Куло  | Жереми Фрариерь |                                                                      | [ 3 ]                                                  |
| Кёрлинг среди смешанных пар (mixed doubles curling) |               |               |                |                 |                                                                      |                                                        |
| 2011—12                                             | Дельфин Шарле | Тони Анжибу   |                |                 |                                                                      | ЧМСП 2012 (23 место)                                   |
| 2013—14                                             | Дельфин Шарле | Тони Анжибу   |                |                 | тренер: Fabien Veydarier                                             | ЧМСП 2014 (13 место)                                   |

(скипы выделены полужирным шрифтом)